# 노가타 배수탑

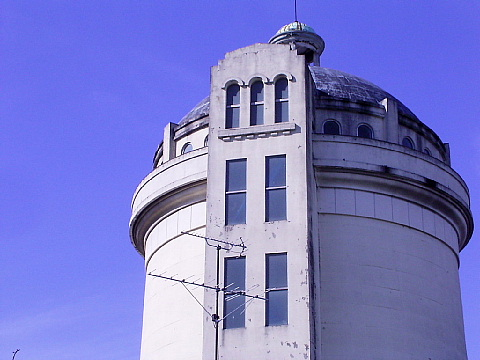
노가타 배수탑

노가타 배수탑(일본어: 野方配水塔 노가타하이스이토[*])는 일본 도쿄도 나카노구 에고타에 위치한 배수탑이다.